# أربعة كبيرة (قرية)
أربعة كبيرة قرية سوريّة تتبع إداريّاً لمحافظة حلب منطقة منبج ناحية خفسة، بلغ تعداد سكانها (1,975) نسمة حسب التعداد السكاني لعام 2004.